# Dirección Nacional de Aduanas

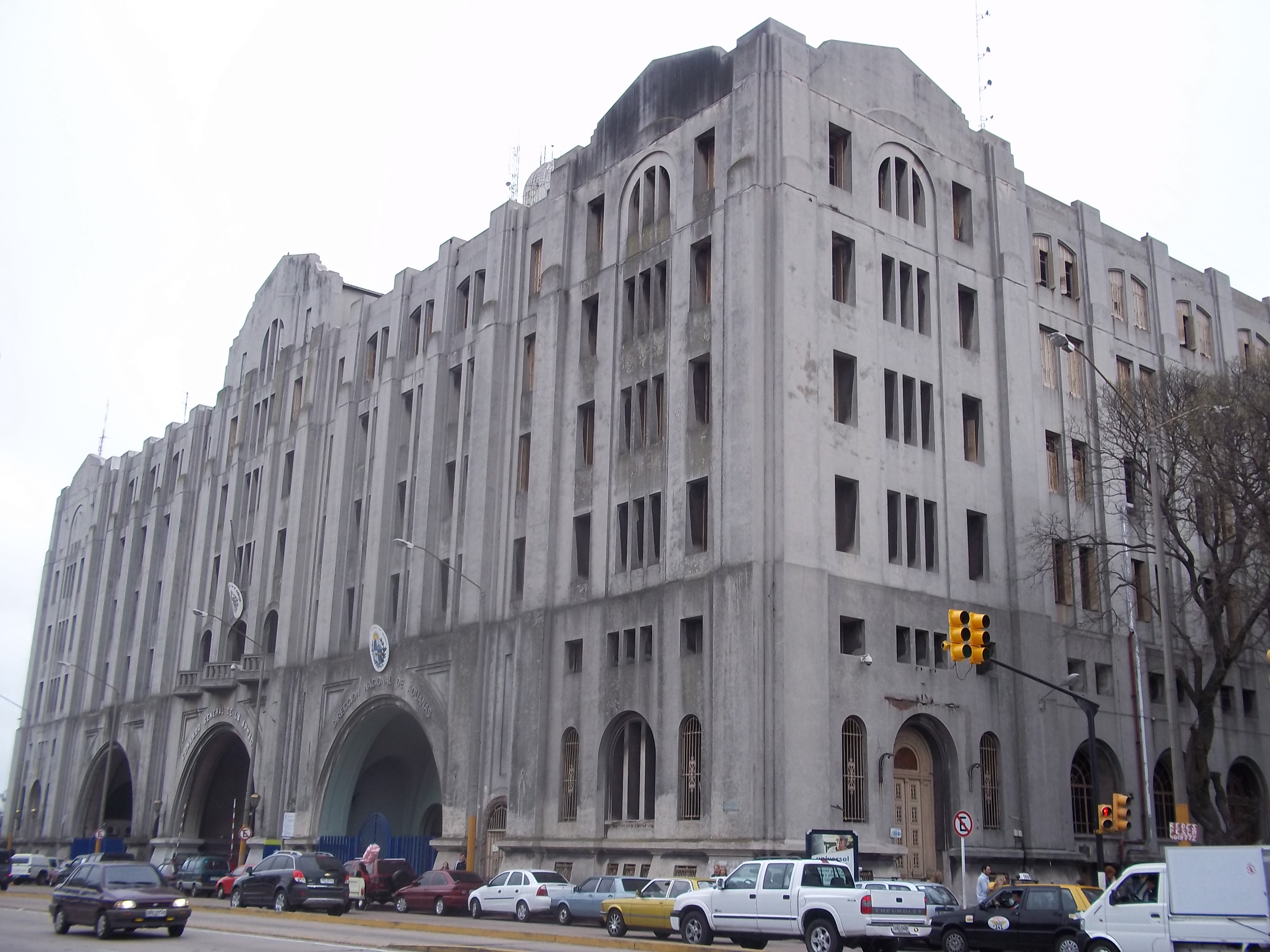
Dirección Nacional de Aduanas

Die Dirección Nacional de Aduanas ist ein Bauwerk in der uruguayischen Landeshauptstadt Montevideo.
Das nach einem 1923 durchgeführten Wettbewerb errichtete Gebäude befindet sich in der Ciudad Vieja an der Rambla 25 de Agosto de 1825 zwischen den Straßen Maciel und Pérez Castellano am Hafen von Montevideo. Architekt des Bauwerks war Jorge Herrán, der in dem vorangegangenen Wettbewerb den Ersten Preis gewann. Das 18 Meter hohe, sechsstöckige Bauwerk beherbergt die gleichnamige Nationale Zolldirektion.
Seit 1975 ist das Gebäude als Monumento Histórico Nacional klassifiziert.